# 鄭鼐
鄭鼐（1419年—？），字公實，直隸常州府武進縣人，明朝政治人物。進士出身。

## 生平
應天府鄉試第七十五名。天順元年（1457年）丁丑科會試第二百四十七名，殿試登進士第二甲第三十六名。

## 家族
曾祖鄭通甫。祖父鄭日新，贈監察御史。父亲鄭謙。